# Zofia Sumińska

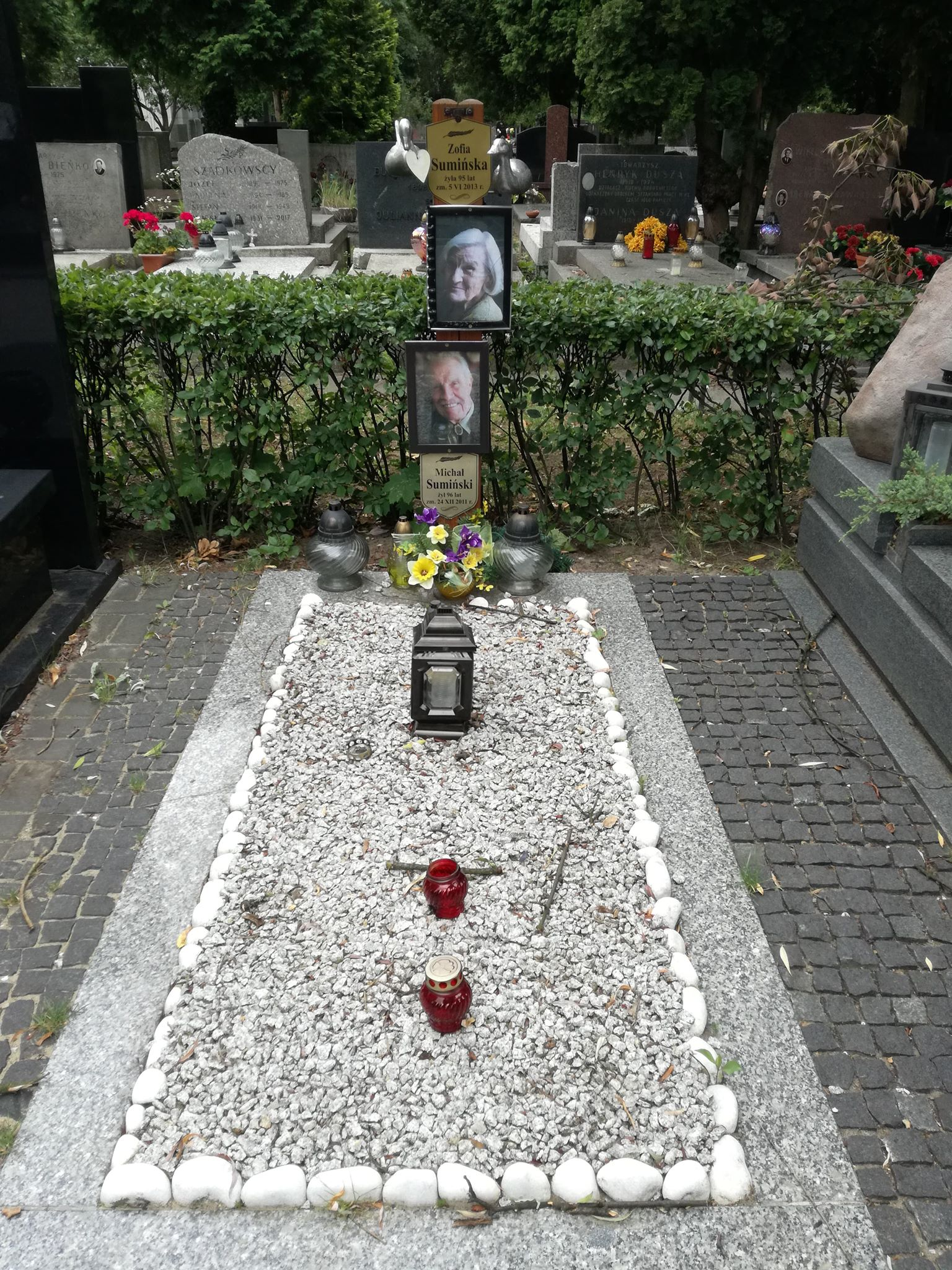
Grób Michała i Zofii Sumińskich na Powązkach (lipiec 2018)

Zofia Sumińska z domu Reinold (ur. 3 maja 1918 we Lwowie, zm. 5 czerwca 2013) – polska działaczka i popularyzatorka żeglarstwa, międzynarodowy sędzia żeglarski i bojerowy, jachtowy kapitan żeglugi wielkiej, instruktorka żeglarstwa Polskiego Związku Żeglarskiego (PZŻ).
Pracowała jako konserwator zabytków. Przez 14 lat piastowała stanowisko przewodniczącej Komisji Turystyki Żeglarskiej ZG PTT. Była wybitnym instruktorem, nauczycielem i wychowawcą wielu pokoleń polskich żeglarzy jachtowych, nestorką i popularyzatorką żeglarstwa wśród kobiet. Członek honorowy Polskiego Związku Żeglarskiego.
Żona podróżnika, zoologa oraz jachtowego kapitana żeglugi wielkiej Michała Sumińskiego. Zmarła 5 czerwca 2013 r., w wieku 95 lat. Została pochowana 13 czerwca tego samego roku na Cmentarzu Wojskowym na Powązkach w Warszawie, u boku męża w Alei Zasłużonych D31 rząd Tuje grób nr 5.